# Distrikt Sucre
Der Distrikt Sucre liegt in der Provinz Celendín in der Region Cajamarca in Nordwest-Peru. Der Distrikt wurde am 2. Januar 1857 gegründet. Benannt wurde er nach dem südamerikanischen Freiheitskämpfer Antonio José de Sucre.
Der Distrikt besitzt eine Fläche von 262 km². Beim Zensus 2017 wurden 5504 Einwohner gezählt. Im Jahr 1993 lag die Einwohnerzahl bei 5844, im Jahr 2007 bei 5860. Sitz der Distriktverwaltung ist die 2621 m hoch gelegene Ortschaft Sucre mit 1135 Einwohnern (Stand 2017). Sucre befindet sich 8 km südlich der Provinzhauptstadt Celendín.

## Geographische Lage
Der Distrikt Sucre liegt an der Ostflanke der peruanischen Westkordillere im Südwesten der Provinz Celendín. Ein Großteil des Distrikts wird über den Río Cantange, der entlang der südöstlichen Distriktgrenze nach Osten fließt, entwässert. Lediglich der äußerste Westen liegt im Einzugsgebiet des Río Las Yangas. Beide Flüsse münden in den weiter östlich verlaufenden Río Marañón.
Der Distrikt Sucre grenzt im Westen an den Distrikt La Encañada (Provinz Cajamarca), im Norden an die Distrikte Sorochuco, Huasmín, José Gálvez und Jorge Chávez sowie im Osten und im Süden an den Distrikt Oxamarca.

## Ortschaften
Im Distrikt gibt es neben dem Hauptort folgende größere Ortschaften:
- Cajen
- Cruz Conga
- Santa Rosa
- Vigaspampa